# 核拡散防止条約
核兵器の不拡散に関する条約（かくへいきのふかくさんにかんするじょうやく、英語：Treaty on the Non-Proliferation of Nuclear Weapons、通称：Non-Proliferation Treaty、その略称：NPT）は、核軍縮を目的にアメリカ・フランス・イギリス・中国・ロシアの核所有5か国以外の核兵器の今後保有を禁止しようとする条約である。略称は核拡散防止条約（かくかくさんぼうしじょうやく）または核不拡散条約（かくふかくさんじょうやく）。

## 概要
この条約は核兵器廃絶を主張する政府及び核兵器廃絶運動団体によって核兵器廃絶を目的として制定された。核保有国は核兵器の削減に加え、非保有国に対する保有国の軍事的優位の維持の思惑も含めて核保有国の増加すなわち核拡散を抑止することを目的として、1963年に国連で採択された。関連諸国による交渉・議論を経て1968年に最初の62か国による調印が行われ、1970年3月に発効した。通称でNPT体制とも言う。25年間の期限付きで導入されたため、発効から25年目に当たる1995年にNPTの再検討・延長会議が開催され、条約の無条件・無期限延長が決定された。なお採択・発効後も条約加盟国は増加し、2015年2月現在の締結国は191か国である。

## 条約の内容
条約では全加盟国を1967年1月1日の時点で核兵器を保有する国（＝1966年12月31日までに核兵器保有を果たし、保持を許された核保有国）であると定められたアメリカ・イギリス・ロシア、1992年批准のフランスと中国の5か国と、それ以外の加盟国（保持しておらず、また許されない非核保有国）とに分けられる（第9条第3項）。旧ソ連構成共和国であったウクライナ・ベラルーシ・カザフスタンは核兵器をロシアに移転し、非核保有国として加盟。核保有国では無かったが核兵器を保有していた南アフリカは条約加盟前に核兵器を放棄し、1991年に非核保有国として加盟。

核保有国については核兵器の他国への譲渡を禁止し（第1条）、核軍縮のために「誠実に核軍縮交渉を行う義務」が規定されている（第6条）。しかしアメリカとソ連は核開発競争により「誠実に核軍縮交渉を行う義務」の実行どころか核兵器の保有数を大幅に増加させた。
非核保有国については核兵器の製造・取得を禁止し（第2条）、IAEAによる保障措置を受け入れることが義務付けられ、平和のための原子力については条約締結国の権利として認めること（第4条）、などを定めている。また5年ごとに会議を開き、条約の運営状況を検討すること（第8条第3項）を定めている。

### 再検討会議
5年に1回加盟国がNPTによって定められた核軍縮や不拡散が履行されているか確認する会議が開かれる。
2000年には「核廃絶の明確な約束」を盛り込んだ最終文書を採択し、2010年には核廃絶への具体的措置を含む行動計画を盛り込んだ最終文書を採択した一方で、1980年・1990年・1995年・2005年には最終文書は採択できなかった。
1995年には25年の期限付きだった条約を無期限で延長し、運用会議の5年ごとの開催を決定し、核廃絶を「究極的な目標」として掲げ、中東の非核地帯創設を目指す決議を採択し、2005年にはイランや北朝鮮の核開発疑惑に具体的な対策を示せず、2015年には中東非核地帯構想をめぐって意見が対立した。
2020年の再検討会議はアメリカのニューヨークで4月27日から5月22日までの日程で予定されていたが、新型コロナウイルス感染症（COVID-19）流行拡大を受け、2020年3月27日に再検討会議の開催を1年延期することを決定した。しかし、その後も流行状況が改善せず、2021年末には4度目の延期が決定し、2022年8月に開催されたものの、最終文書の採択はできなかった。
- 第7回：2005年5月2日 - 5月27日[6]
- 第8回(英語版)：2010年5月3日 - 5月28日[7]
- 第9回：2015年4月27日 - 5月22日[8]
- 第10回：2022年8月1日 - 8月27日

## 当条約上の「核保有国」以外の核保有国または疑惑国

### 加盟国
加盟国であるイラクは国際社会より核開発疑惑を受け、1991年に起きた湾岸戦争に敗北し、核を含む大量破壊兵器の廃棄と将来に渡っても開発しないことなどを条件に和平する国連安保理決議687を受け入れた。しかし核開発計画の存在が明らかになった他、生物・化学兵器の廃棄が確認できない等の問題がある。
またNPTに1970年より加盟しているイランも核兵器を開発しているとみられている。

### 未加盟国
未加盟国はインド・パキスタン・イスラエル・南スーダンの4か国である。なおインドとパキスタンは条約が制定時の5か国の核保有国にのみ保有の特権を認め、それ以外の国々には保有を禁止する不平等条約であると主張し、批准を拒否している。
イスラエル政府は核兵器の保有を肯定も否定もせず、疑惑への指摘に沈黙を続けている。2010年9月3日にIAEA事務局長の天野之弥が、条約に加盟し全ての核施設についてIAEAの査察を受けるようイスラエルに対し求めたことを報告書で明らかにした。イスラエルはこの要請を拒否している。
南スーダンは2011年に建国されたばかりの新国家で体制が整っていない。

### 脱退国
北朝鮮は加盟国（特にアメリカ）とIAEAからの核開発疑惑の指摘と査察要求に反発して1993年3月12日に脱退を表明し、翌1994年にIAEAからの脱退を表明したことで国連安保理が北朝鮮への制裁を検討する事態となった。その後、北朝鮮がNPTにとどまることで米朝が合意し、日米韓3か国の署名によりKEDOが発足した。しかし北朝鮮が協定を履行しなかったためKEDOが重油供与を停止。これに対し北朝鮮は2003年1月、再度NPT脱退を表明した。

## 核軍縮交渉義務
第6条は締約国に「誠実に核軍縮交渉を行う」ことを義務付けている。しかし、締約国のうち5か国の核保有国の核軍縮交渉や実行・実績は1987年に締結され、その後2019年2月にアメリカによって破棄され失効したINF（1991年に廃棄完了を確認）、1991年に締結されたSTART I（2001年に廃棄完了を確認）に限定され、現在に至るまで核兵器の全廃は実現していない。
核保有国の目的はコスト削減と核保有の寡占の固定永続化が目的であることから、核兵器の数量削減や、核実験をコンピューターシミュレーションに置き換えることを進めている。
「リーチング・クリティカル・ウィル」のレイ・アチソン代表は、核兵器の近代化や投資を終わらせる第6条の義務に反し、全核保有国が自国の核兵器及び関連施設を今後数十年で近代化する計画に着手するか、あるいはそうした計画を持っていると主張。また核拡散を抑制しようとする一方で、自らの核兵器は強化しようとする核保有国の姿勢はダブルスタンダードであり、「核兵器なき世界」を追求するという約束が裏切られている、と述べた。
また村田良平（1930 - 2010元外務事務次官）も「不平等条約である」と主張している。
2014年4月にマーシャル諸島共和国は、核拡散防止条約に違反しているとして9か国の核保有国を国際司法裁判所に提訴した。加盟する5か国（アメリカ・フランス・イギリス・中国・ロシア）は核軍縮交渉の義務を履行しておらず、加盟していない3か国（インド・パキスタン・イスラエル）と条約脱退を表明した北朝鮮についても、慣習的な国際法により同じ義務があるべきところ、それを果たしていないというのがマーシャル諸島の主張である。6月には、国際司法裁判所の強制管轄を受け入れているイギリスとインドについて、審理に入ることが決まった。

## 日本
日本は1970年2月にNPTに署名し、1976年6月に批准した。NPTを国際的な核軍縮・不拡散を実現するための最も重要な基礎であると位置付け、また、IAEA保障措置（「平和のための原子力」実現のための協定）や包括的核実験禁止条約をNPT体制を支える主要な柱としている。署名にあたり政府は、条約第10条が自国の利益を危うくする事態と認めた時は脱退する権利を有するとしていることに留意するとし、「条約が二十五年間わが国に核兵器を保有しないことを義務づけるものである以上，この間日米安全保障条約が存続することがわが国の条約加入の前提」「日米安全保障条約が廃棄されるなどわが国の安全が危うくなつた場合には条約第十条により脱退し得ることは当然」との声明を発表していた。
なお、NPTを批准するまでの過程には様々な葛藤があり、1974年11月20日に通商産業大臣の中曽根康弘（当時）は来日中のアメリカ国務長官のヘンリー・キッシンジャーに対し、アメリカとソ連の自制に関連して「米ソは非核国に核兵器を使ったり、核兵器で脅迫したりしないと確約できますか」と問うと、キッシンジャーは、「ソ連は欧州の国々を上回る兵力を、中国も隣国を上回る兵力を持っている。核兵器がなければ、ソ連は通常兵力で欧州を蹂躙できます。中国も同様です」という見解を示しながら、もしもアメリカが非核国への核使用を放棄すれば、ソ連の東欧の同盟国にも使用できなくなるとの懸念を示して、中曽根の要求を拒否した。
2009年5月5日、国連本部ビルで開かれたNPT再検討会議の準備委員会に広島市長の秋葉忠利と長崎市長の田上富久が出席。秋葉は2020年までの核兵器廃絶を強く訴え、各国政府が核兵器廃絶への行動を直ちに起こすよう呼びかけた。また田上は、アメリカ大統領のバラク・オバマが提唱した世界核安全サミットを長崎で開くよう要請した（しかしこの願いは果たされなかった）。